# Cyclosa conica zamezai
Cyclosa conica zamezai is een spinnenondersoort in de taxonomische indeling van de wielwebspinnen (Araneidae).
Het dier behoort tot het geslacht Cyclosa. De wetenschappelijke naam van de soort werd voor het eerst geldig gepubliceerd in 1909 door Pelegrin Franganillo-Balboa.